# 묘법연화경 권4∼7
묘법연화경 권4∼7(妙法蓮華經 卷四∼七)은 대구광역시 수성구에 있는 묘법연화경이다. 2018년 2월 12일 대구광역시의 유형문화재 제82호로 지정되었다.

## 개요
‘묘법연화경 권4∼7’은 묘법연화경 7권 가운데 권4∼7로 1책만 전해지고 있다. 묘법연화경은 줄여서 ‘법화경’이라고 부르기도 하며, 천태종의 근본경전으로 삼국시대 이래 가장 많이 유통된 경전이다. 작은 글자로 정교하게 새긴 목판본으로, 7권의 끝에 있는 조선 개국공신 남재(南在)가 써 놓은 글에 의하면, 해린(海隣)이 정천익과 이양 등의 시주와 도움을 받아 만 1년간 작업하여 간행한 것으로 개국공신을 위시한 상류층이 간행한 불경임을 알 수 있다. 또한 권 말 면지에는 이씨, 김씨, 김계봉 등의 시주로 인출하였다는 인출기가 필사되어 있고, 인출기와 인본의 마멸상태로 보아 그 인출시기가 목판의 간행시기와 그리 멀리 않은 15세기인 것으로 추정된다. 보물로 지정된 강원도 평창군 상원사의 문수동자상복장유물(보물 제793호)에서 나온 판본과 국립중앙박물관 소장본(보물 제1081호)과 같은 판본으로, 불교사 뿐 아니라 서지학 연구에 귀중한 자료로 평가되고 있다.